# Krasnîi Bir, Șațk
Krasnîi Bir (în ucraineană Красний Бір) este un sat în comuna Rostan din raionul Șațk, regiunea Volînia, Ucraina.

## Demografie
Componența lingvistică a localității Krasnîi Bir
     Ucraineană (72,73%)
     Belarusă (27,27%)
Conform recensământului din 2001, majoritatea populației localității Krasnîi Bir era vorbitoare de ucraineană (72,73%), existând în minoritate și vorbitori de belarusă (27,27%).